# Lahar (mitología)
En la mitología sumeria, Lahar es una diosa del ganado, que inicialmente vivió en Duku. Enki y Enlil, por urgencia de Enki, crean campos y granjas para él y la diosa de los granos Ashnan. En esta área había suficiente espacio para que Lahar criara ganado, y para que Ashnan cultivara. Pero un día se emborrachan y se pelean, recayendo en Enki y Enlil la resolución del conflicto. En una de las tablillas se relata como Lahar y Ashnan fueron creados y diseñados en la "cámara de creación" en el Montículo Sagrado. Más tarde los Anunnaki decidieron beneficiar a los humanos con el aprendizaje de la crianza de ganados y cultivos.